# Juvigny les Vallées
Juvigny les Vallées ist eine französische Gemeinde mit 1.678 Einwohnern (Stand 1. Januar 2022) im Département Manche in der Region Normandie. Sie gehört zum Arrondissement Avranches und zum Kanton Isigny-le-Buat.
Sie entstand mit Wirkung vom 1. Januar 2017 als Commune nouvelle durch die Zusammenlegung der ehemaligen Gemeinden Juvigny-le-Tertre, La Bazoge, Bellefontaine, Chasseguey, Chérencé-le-Roussel, Le Mesnil-Rainfray und Le Mesnil-Tôve, die in der neuen Gemeinde den Status einer Commune déléguée haben. Der Verwaltungssitz befindet sich im Ort Juvigny-le-Tertre.

## Gliederung
| Ortsteil                            | ehemaliger INSEE-Code | Fläche (km²) | Einwohnerzahl zum 1. Januar 2022 |
| ----------------------------------- | --------------------- | ------------ | -------------------------------- |
| Juvigny-le-Tertre (Verwaltungssitz) | 50260                 | 07,50        | 605                              |
| La Bazoge                           | 50037                 | 05,80        | 141                              |
| Bellefontaine                       | 50043                 | 06,73        | 139                              |
| Chasseguey                          | 50125                 | 03,06        | 081                              |
| Chérencé-le-Roussel                 | 50131                 | 10,95        | 274                              |
| Le Mesnil-Rainfray                  | 50318                 | 11,47        | 210                              |
| Le Mesnil-Tôve                      | 50323                 | 11,74        | 228                              |

## Sport
Im Jahr 2025 führte die Tour de France auf der 6. Etappe durch die Gemeinde Juvigny les Vallées. Auf der D55 wurde mit der Côte de Juvigny-le-Tertre (270 m) eine Bergwertung der 3. Kategorie abgenommen. Insgesamt wies der Anstieg auf einer Länge von 2200 Metern eine durchschnittliche Steigung von 7,3 % auf. Die Bergwertung sicherte sich der Australier Michael Storer.

## Sehenswürdigkeiten

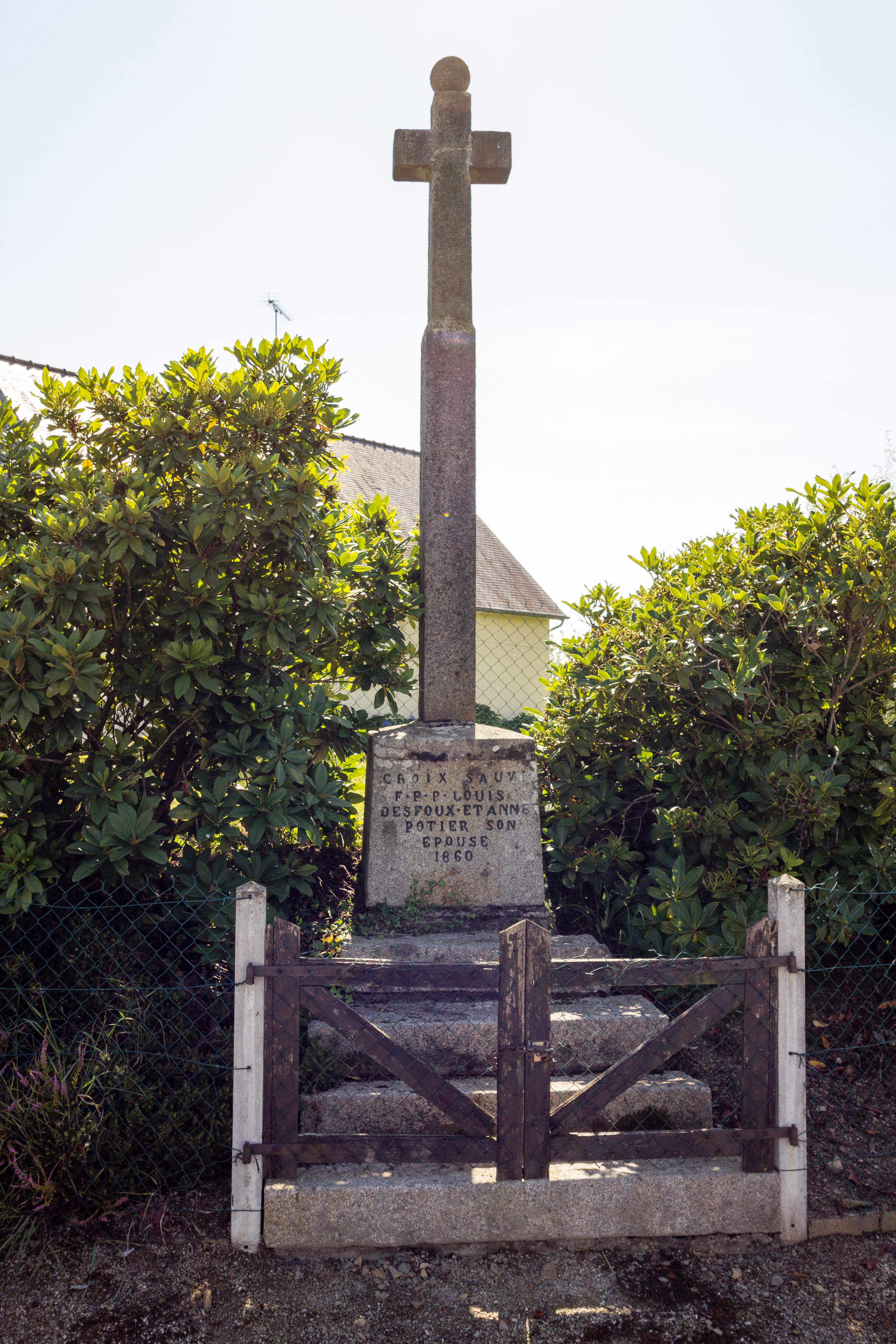
Flurkreuz in Chasseguey
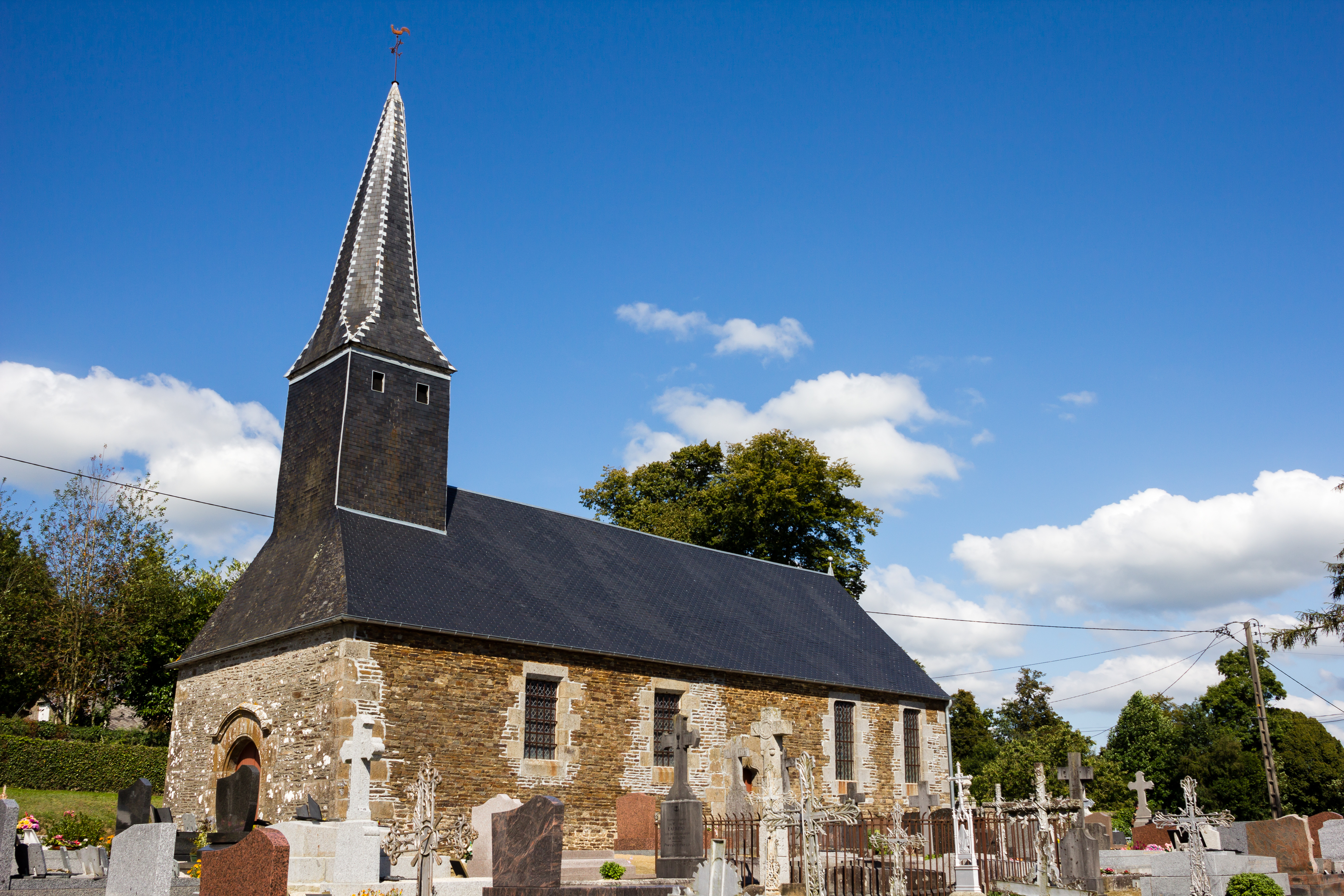
Kirche Saint-Jean-Baptiste in Chasseguey
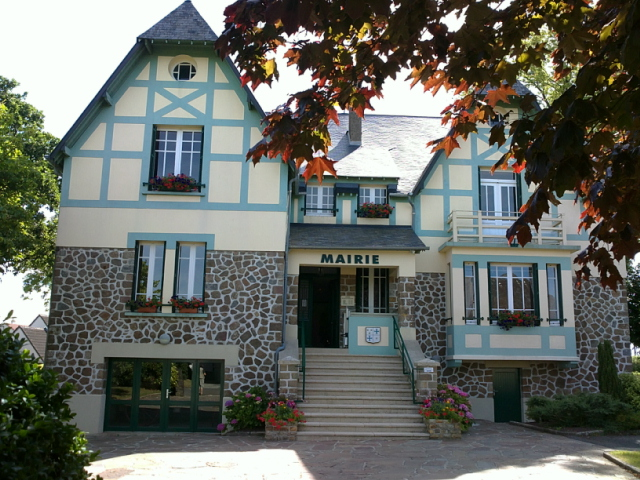
Die Mairie